# عبد المالك علي مسعود
عبد المالك علي مسعود هو لاعب كرة قدم جزائري في مركز الدفاع، ولد في 27 مايو 1955 في عنابة في الجزائر. لعب مع اتحاد الجزائر.

## وصلات خارجية
- عبد المالك علي مسعود على موقع قاعدة بيانات كرة القدم.إي يو (الإنجليزية)
- عبد المالك علي مسعود على موقع ناشيونال فوتبول تيمز (الإنجليزية)